# أدولف لي برنس
أدولف لو برينس (حوالي يونيو 1872 – 20 أغسطس 1901) كان ممثلًا إنجليزيًا. ظهر في فيلم "مشهد حديقة راوندهاي"، وهو أقدم فيلم باقٍ.
في عام 1898، ظهر لو برينس كشاهد دفاع في قضية رفعها توماس إديسون ضد شركة أمريكان موتوسكوب. شهد لو برينس لصالح اختراعات والده الراحل وقتها، لويس لو برينس، مدحضًا ادعاء إديسون بأنه مخترع التصوير السنيمائي، وبالتالي يستحق عائدات استخدام هذا التصوير.[بحاجة لمصدر]

## الوفاة
في عام 1901، وُجد لو برينس ميتًا بجرح طلق ناري في الرأس في منطقة بوينت أو وودز في فاير آيلاند، نيويورك، الولايات المتحدة، حيث كان يصطاد البط في المنطقة. وكان الحكم الرسمي هو إنه انتحر.

## الفيلموغرافيا
| السنة | العنوان            | الدور                | ملاحظات |
| ----- | ------------------ | -------------------- | ------- |
| 1888  | مشهد حديقة راونداي | نفسه                 | قصير    |
| 1888  | عازف الأكورديون    | عازف الأكورديون      | قصير    |
| 2015  | الفيلم الأول       | نفسه (لقطات أرشيفية) |         |

## الروابط الخارجية
- أدولف لي برنس في قاعدة بيانات الأفلام على الإنترنت